# Chef de Loup

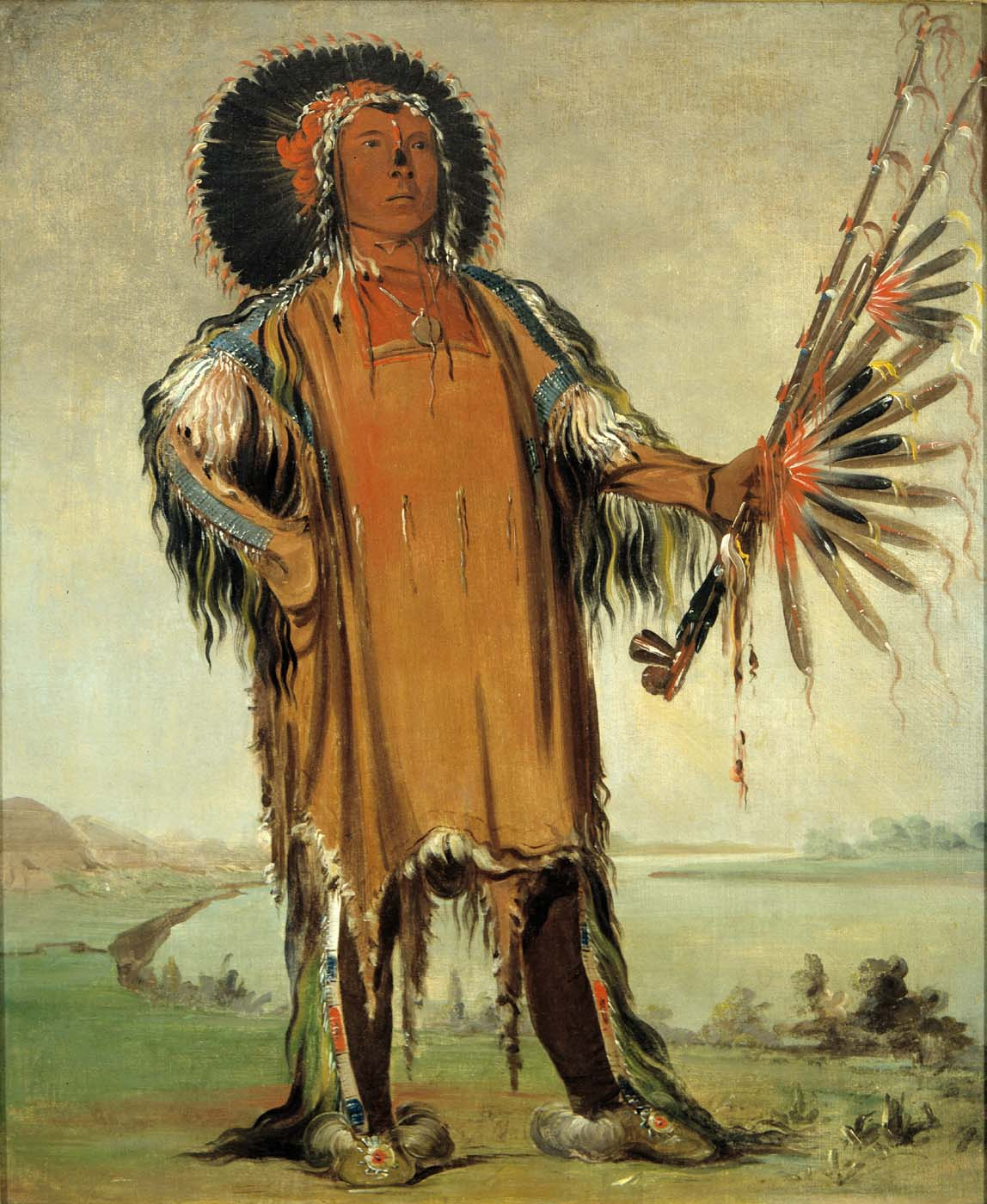
Ha-na-tá-nu-maúk, Wolf Chief, Oberhäuptling des Stammes von George Catlin, 1832

Chef de Loup (franz.: „Wolfshäuptling“; Mandan: Xárate Nųmą́kshi bzw. in alter Schreibweise Ha-na-tá-nu-maúk [Catlin] oder Cháratä-Numákschi [Wied]; * ?; † 14. August 1837 am Oberen Missouri River) war ein Oberhäuptling des Mandan-Stammes. Er war einer der Unterzeichner des Vertrages zwischen den Mandan und den Vereinigten Staaten von Amerika während der Atkinson-O'Fallon-Expedition am 30. Juli 1825, auf dem die Namen der Mandan-Anführer jedoch in der Hidatsa-Sprache stehen: „San-jah-mat-sa-eta, the wolf chiefs, his x mark“ („San-jah-mat-sa-eta, the wolf chiefs, sein X-Zeichen“). In der heutigen Orthographie des MHA Language Project wird der Name Céesha Maceeʔíhci geschrieben.

## Chef de Loup als Oberhäuptling der Mitutanka-Mandan

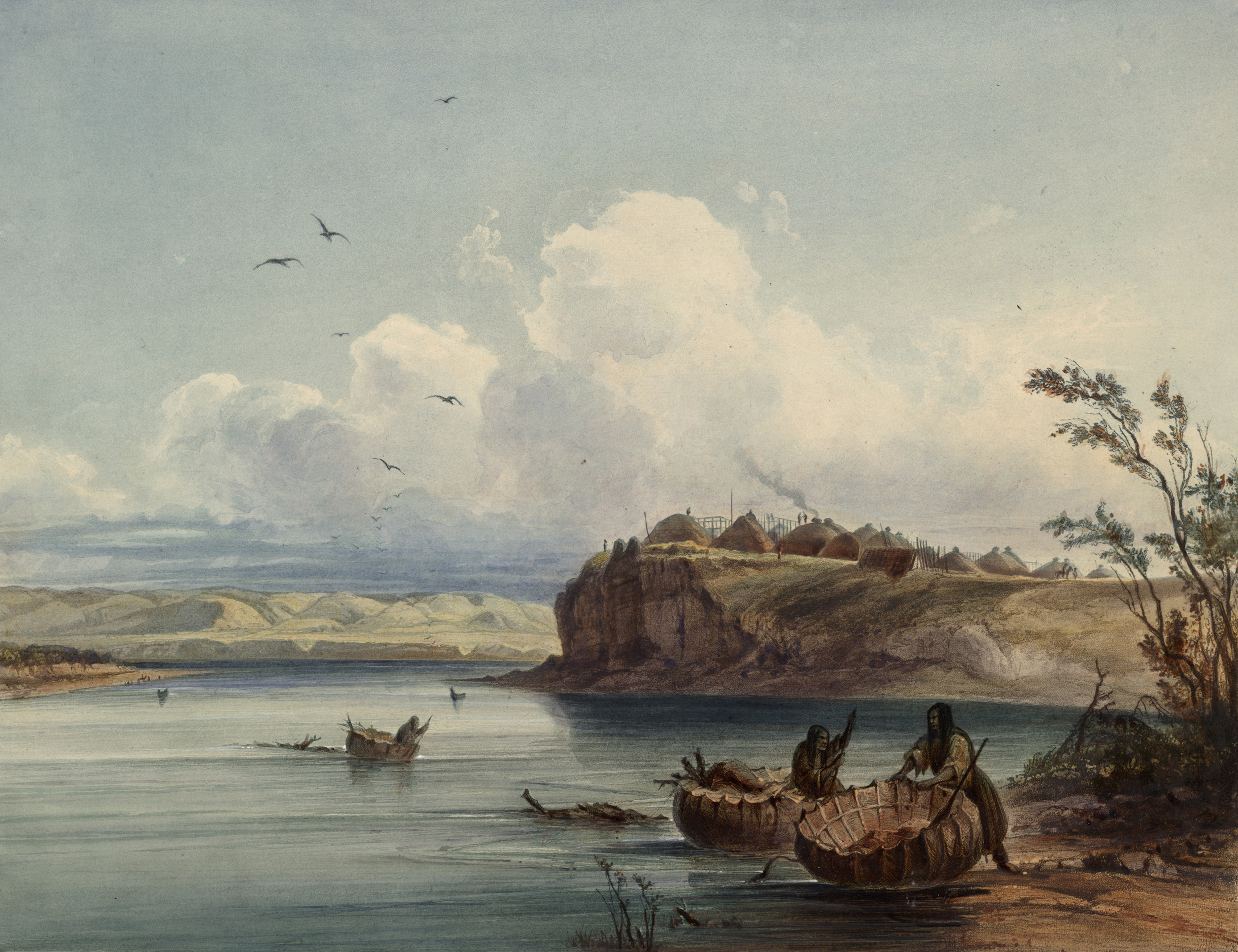
Mih-Tutta-Hangkusch. Ein Mandan-Dorf von Karl Bodmer, 1836

Ein Mandan-Dorf hatte immer zwei Häuptlinge; einen Friedens- und einen Kriegshäuptling bzw. einen ersten und einen zweiten Häuptling. Als der amerikanische Indianermaler George Catlin im Jahre 1832 die Mandan am Oberen Missouri besuchte, malte er im größeren der beiden Dörfer dieses kleinen Stammes, Mitutanka, Chef de Loup, über den er schreibt:
„Das Oberhaupt des [Mandan-] Stammes ist Ha-na-tah-nu-mauh, Wolfshäuptling (bekannt unter dem Namen Chef de Loup, den die französischen Pelzhändler ihm gegeben haben). Er ist ein strenger, stolzer, trotziger Mann, der von seinem Volk mehr gefürchtet als geliebt wird und seine Stellung [...] durch Erblichkeit innehat. [...]

Die Kleidung dieses Häuptlings, zwar sehr auffallend, aber doch schön, war aus Fellen und sein Kopfputz aus Rabenfedern gefertigt.“
Als weit beliebter als Chef de Loup galt der Kriegshäuptling Mató-Tópe, den Catlin ebenfalls malte, wie andere Würdenträger der Mandan.

## Verhandlungen mit den Yanktonai-Sioux
Die Mandan und Sioux waren erbitterte Feinde, denn erstere wurden oft von diesen ihnen an Zahl und Stärke überlegeneren Stämmen angegriffen. Als im Juni 1833 der deutsche Forscher Prinz Maximilian zu Wied-Neuwied auf einem Dampfschiff namens Assiniboin auf der Durchreise zum Handelsposten Fort Union beim Fort Clark am Missouri ankam, das nur 150 Meter entfernt von Mitutanka stand, fand auf demselben Schiff eine Verhandlung zwischen einer Yanktonai-Dakota- und Hunkpapa-Lakota-Delegation und Anführern der Mandan und Hidatsa statt:
„Drei und zwanzig meist grosse und starke Männer betraten nun das Schiff und man liess sie an der einen Seite der grossen Cajüte in einer Reihe nieder sitzen. Sie waren von 300 in der Nähe gelagerten Zelten der Yanktonans, Honk-Pápa (Tetons) und Papa-Xápe [Pȟá Ksápi - Cutheads (Yanktonai-Stammesgruppe)] ausgegangen [...]. Die Yanktonans wurden als die treulosesten und gefährlichsten aller Dacotas angesehen, und sie sollen schon öfters Weisse, besonders Engländer[,] in jenen Gegenden getödtet haben. [...] Der Chef der hier bei uns befindlichen Leute war Tatánka-Ktá (der todte Bison), ein Mann von mittlerer Grösse, sehr dunkel braunem charakteristischem Gesichte, die Haare über der Stirn in einem dicken Knoten zusammen gebunden. Sein Anzug war eine rothe Tuch-Uniform mit blauen Aufschlägen und Kragen, mit silbernen Tressen besetzt, wie sie die Kaufleute den von ihnen ausgezeichneten Chefs zu schenken oder zu verkaufen pflegen. In der Hand führte dieser Mann einen Adlerflügel, um sich damit Kühlung zu fächeln.

Nachdem wir mit diesen Yanktonans die Pfeife in der Runde geraucht hatten, leerte der Chef vor Herrn M’kenzie [Kenneth McKenzie] einen Beutel mit altem übelriechendem Pemmikan (pulverisirtes getrocknetes Fleisch) aus, als ein Geschenk, und stand dann auf, um ihn anzureden. Er sagte, [...] die ganze Truppe der 300 Zelte stehe unter dem Hauptchef Jäwitscháhka (j und ä getrennt). - Sein Volk habe früher mit den Mandans in gutem Einverständnisse gelebt, sey aber seit einem Jahre, wegen des Mordes eines Dacota mit ihnen entzweit, und wünsche nun wieder Friede zu schliessen. Sie hätten zu dieser Absicht drei ihrer Leute nach den Mandan-Dörfern abgesendet, seyen aber des Erfolgs nicht gewiss und wünschten daher lebhaft die Vermittelung des Herrn M’kenzie. Zufällig seyen sie am Flusse gewesen, als sie das Schiff ihres Vaters bemerkt hätten, und sie seyen deshalb gekommen, ihn zu begrüssen. Um der Fur-Company [American Fur Company] mehr Biber zu geben, wünschten sie am Missouri frei jagen zu können und deshalb sey ihnen der Friede mit den Mandans wichtig; sie hofften daher, Herr M’kenzie werde sich für sie verwenden und ihnen erlauben ihn zu begleiten.‘“
McKenzie willigte ein, unter der Bedingung, dass die Stämme daraufhin am Missouri in Frieden leben würden. Mit ihm gingen die Yanktonai und Hunkpapa durch die Prärie zu den Mandan. Als Geschenk brachten die Sioux die Haut einer weißen Bisonkuh mit, die sowohl bei den Sioux und Mandan als auch bei anderen Stämmen als heilig galt. Am Ufer des Missouri traf die Delegation in der Nähe des Forts Clark auf Häuptlinge der Mandan und Hidatsa, darunter Chef de Loup:
„Unmittelbar am Strande standen vor der rothen Versammlung die Chefs und ausgezeichnetsten Krieger der Mandan-Nation, unter ihnen besonders Cháratä-Numakschi (der Wolfs-Chef), Mató-Tópe (die vier Bären), Dipäuch (der zerbrochene Arm), Beróck-Itainú (der Stiers-Hals), Péhriska-Ruhpa (die beiden Raben) und einige andere. Sie waren sämmtlich in ihre schönsten Anzüge gekleidet, um uns Ehre zu erzeigen. Sobald das Schiff befestigt war, traten sie an Bord und nahmen in der hinteren Cajüte Platz, nachdem sie uns sämmtlcih die Hand gedrückt hatten. Die Pfeife circulirte und die Unterhaltung begann, mit den Mandans durch Hülfe [altdeutsch für Hilfe] des Herrn [James] Kipp, Clerk [kaufmännischer Angestellter] der American-Fur-Company und Directors des Handelspostens zu Fort-Clarke, mit den Mönnitarris [Hidatsa] mit Hülfe des alten Dolmetscher [Toussaint] Charbonneau [...]. Herr M’kenzie liess den Indianern das Anliegen der Yanktonans vortragen; allein diese erwiderten nach langem Berathschlagen, ‚man könne diesen Friedens-Antrag unmöglich annehmen, da die Yanktonans viel zu treulos wären; man wolle ihnen aber in diesem Augenblicke kein Leid zufügen und sie möchten sich unangefochten zurück ziehen.‘“

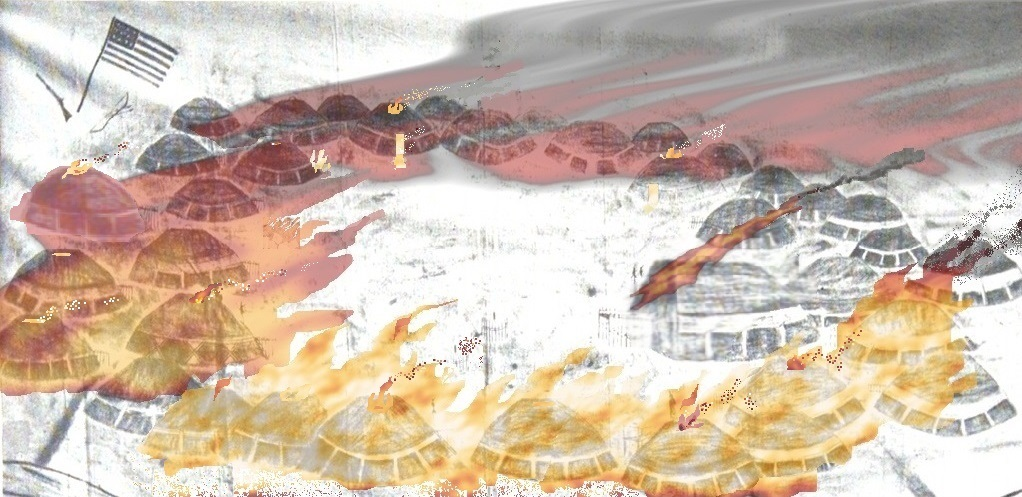
Darstellung von Sitting Rabbit: die Zerstörung von Mitutanka durch die Yanktonai am 9. Januar 1839

Dieses feindliche Verhältnis hielt sich lange Zeit. Nach der verheerenden Pockenepidemie 1837, die beinahe den ganzen Stamm der Mandan dahinraffte, zerstörten und brannten die Yanktonai am 9. Januar 1839 das Dorf Mitutanka aus. Nach 1845 waren es meist die Westlichen Sioux bzw. Lakota, von denen die Mandan, Hidatsa und Arikara angriffen wurden.

## Trivia
Einer der Hidatsa-Informanten des Anthropologen Alfred W. Bowers hieß ebenfalls Wolf Chief. Er lieferte ihm viele Informationen über die Okipa-Zeremonie der Mandan, die entfernte Ähnlichkeiten mit dem Sonnentanz anderer Indianerstämme der Great Plains aufwies.
Offenbar von diesem Mandan-Häuptling inspiriert, gab Liselotte Welskopf-Henrich einer ihrer Figuren in ihrer Hexalogie Die Söhne der Großen Bärin neben Tobias den Namen Chef de Loup bzw. Wolfshäuptling, einem Delawaren-Scout der US-Armee.